# Chaetodon robustus
Chaetodon robustus là một loài cá biển thuộc chi Cá bướm (phân chi Chaetodon) trong họ Cá bướm. Loài này được mô tả lần đầu tiên vào năm 1860.

## Từ nguyên
Tính từ định danh robustus trong tiếng Latinh mang nghĩa là "khỏe mạnh, cứng rắn", hàm ý không rõ, nhiều khả năng là đề cập đến phần gai của các vây được mô tả là "cứng chắc" của loài cá này.

## Phạm vi phân bố và môi trường sống
C. robustus được phân bố dọc theo Đông Đại Tây Dương, trải dài từ Mauritanie đến Angola, bao gồm Cabo Verde ở ngoài khơi và São Tomé và Príncipe (trong vịnh Guinea).
C. robustus sống tập trung trên các rạn đá ngầm ở độ sâu khoảng 30–70 m, nhưng thường thấy trong khoảng độ sâu 40–50 m.

## Mô tả
C. robustus có chiều dài cơ thể lớn nhất được ghi nhận là 14,5 cm. Loài này có màu trắng với lớp vảy được viền vàng. Có 3 dải sọc trên cơ thể: dải đen thứ nhất từ gáy băng dọc qua mắt; dải nâu thứ hai được viền vàng từ lưng trước dọc xuống bụng (chuyển thành nâu cam ở doạn sọc gần bụng); dải thứ ba nằm ở thân sau, màu nâu cam, kéo dài từ vây lưng xuống vây hậu môn. Cuống đuôi trắng có vạch cam bao quanh. Vây đuôi trắng ở gốc, trong mờ trở ra sau. Vây bụng có màu vàng cam. Vây ngực trong suốt; đốm cam ở gốc.
Số gai ở vây lưng: 11; Số tia vây ở vây lưng: 21–24; Số gai ở vây hậu môn: 3; Số tia vây ở vây hậu môn: 16–17; Số tia vây ở vây ngực: 15; Số gai ở vây bụng: 1; Số tia vây ở vây bụng: 5; Số vảy đường bên: 16–19; Số lược mang: 38–42.

## Thương mại
Một vài cá thể C. robustus đã được đưa vào hoạt động kinh doanh cá cảnh.